# Hassan Yousef
Scheich Hassan Yousef (arabisch حسن يوسف, DMG Ḥasan Yūsuf; * 1955 in Ramallah) ist ein palästinensischer Muslimbruder und Mitgründer der islamistischen Terrororganisation Hamas.

## Leben
Scheich Hassan Yousef studierte in seinen jungen Jahren in Jerusalem Religion. Im Alter von 18 Jahren schloss er sein Studium ab und zog nach Ramallah, wo er als Imam arbeitete. Mitte der 1970er-Jahre ging Yousef nach Jordanien, um den Islam noch gründlicher zu studieren. Dort kam er das erste Mal in Kontakt mit der Muslimbruderschaft.
Im Jahr 1977 kehrte Hassan Yousef nach Palästina zurück und begann der Muslimbruderschaft neues Leben einzuhauchen. Dabei wurde er von Ibrahim Abu l-Salem, einem der Gründer der Muslimbruderschaft in Jordanien, unterstützt. Im selben Jahr heiratete Yousef dessen Schwester. Zwei Jahre später kam sein erster Sohn Mosab Hassan Yousef zur Welt, der von 1997 bis 2007 ein wichtiger Informant des israelischen Inlandsgeheimdienstes Schin Bet war und seit 2007 in den USA lebt.
Im Jahr 1985 zog die Familie Yousef nach al-Bira und Hassan Yousef wurde Imam im al-Amari-Flüchtlingslager. Im Jahr 1986 gründete Scheich Hassan Yousef während eines geheimen Treffen mit 6 weiteren Personen die Hamas. Im September 1987 wurde Yousef Religionslehrer an einer christlichen Privatschule im Westjordanland.
Von 2006 bis zum 3. August 2011 war er wegen seiner Aktivitäten während der Zweiten Intifada in israelischer Haft. Im Zuge einer Ramadan-Amnestie kam er frei, bevor er nach vier Wochen erneut verhaftet wurde.
Hassan Yousef war von Oktober 2015 bis August 2017 inhaftiert und wurde im Dezember 2017 zusammen mit 31 weiteren Palästinensern erneut festgenommen und inhaftiert.

## Familie
Hassan Yousef hat acht Kinder, sechs Söhne und zwei Töchter, darunter:
- Mosab Hassan Yousef, geb. 1978, rechte Hand seines Vaters und Sicherheitschef der Hamas; Grüner Prinz, von 1997 bis 2007 Informant des israelischen Inlandsgeheimdienstes Schin Bet, Buchautor von Sohn der Hamas: Mein Leben als Terrorist, SCM Hänssler, 2010, ISBN 978-3-7751-5223-5
- Suheib Jussef, arbeitete von der Türkei aus für den politischen Arm der Hamas, bevor er sich 2019 nach Südostasien absetzte. Er erledigte ebenfalls geheimdienstliche Aufgaben für die Hamas, wie das Abhören von Führern der Palästinensischen Autonomiebehörde und der Fatah.[13]